# The Mixtures
The Mixtures byla australská hudební skupina. Patřila k představitelům bubblegum music, populární hudby určené dospívající mládeži, vyznačující se líbivými melodiemi a nenáročnými texty, které The Mixtures kombinovali s nostalgickým skifflem. Skupina vznikla v roce 1965 v Melbourne. Australským hitem číslo 1 byla v roce 1970 coververze písně In The Summertime od skupiny Mungo Jerry. Tomu nahrála skutečnost, že v té době kvůli sporu o autorská práva nesměla australská rádia hrát písně britských interpretů. Další úspěšnou skladbou byl Pushbike Song, jehož českou verzi nahrála skupina Faraon pod názvem Šlapací kolo. The Mixtures se rozpadli v roce 1976, část členů přešla do skupiny BRIX.

## Diskografie

### Singly
- 1967 Music, Music, Music
- 1969 Here Comes Love Again
- 1970 In the Summertime
- 1970 The Pushbike Song
- 1971 Henry Ford
- 1971 Captain Zero

### LP desky
- 1972 The Best of the Mixtures
- 1974 The Mixtures